# 錫達爾福爾斯鎮區 (阿肯色州康韋縣)
錫達爾福爾斯鎮區（英語：Cedar Falls Township）是位於美國阿肯色州康韋縣的一個行政鎮區。

## 地方資料
錫達爾福爾斯鎮區的面積為50.71平方千米，當中陸地面積為48.95平方千米，而水域面積為1.76平方千米。根據2010年美國人口普查的數據，當地共有人口346人，而人口密度為每平方千米6.82人。